# 5500 (album)
5500 er et album udgivet af Helge Toft i september 2008. Dette er hans debutalbum og lå en uge på VG-lista og endte med en 22. plads.

## Sporliste
1. Dvale
2. Haugesund sove
3. Ingen tårer
4. Aldri igjen
5. Eg lar sårene gro
6. Gjennom Sverige
7. Hu grine
8. Greit nok for meg
9. Tror du tar feil
10. Nå e det slutt